# Adrien Maurice de Noailles
Adrien Maurice de Noailles, född 29 september 1678, död 24 juni 1766, var en fransk hertig och marskalk av Frankrike, militär och politiker. Han var son till Anne-Jules de Noailles och far till Louis och Philippe de Noailles.
Noailles blev guvernör i Roussillon 1711 och deltog i spanska tronföljdskriget. Under regentskapstiden var han president för finanskonseljen men fick som motståndare till John Law avgå 1718. Noailles deltog som kommenderande i polska och österrikiska tronföljdskrigen och var 1743-46 utrikesminister samt ambassadör i Spanien 1746. Hans memoarer utgavs i bearbetad form av Millot i sex band 1777, och hans korrespondens med Ludvig XV av Rousset i två band, 1865.

## Barn
1. Françoise Adélaide de Noailles (1704–1776), ∞  1717 Charles av Lorraine, Greve av Armagnac;
2. Amable Gabrielle de Noailles (1706–1771) ∞  Honoré Armand de Villars, Hertig av Villars;
3. Marie Louise de Noailles (1710–782), ∞  1737 Jacques Nompar de Caumont, Hertig av La Force;
4. Louis de Noailles, Hertig av Ayen, Hertig av Noailles (1713–1793), ∞ Catherine Françoise Charlotte de Cossé-Brissac;
5. Philippe de Noailles, Greve av Noailles, Hertig av Mouchy (1713-1793), ∞ Anne d'Arpajon;
6. Marie Anne Françoise de Noailles (1719–1793) ∞  1744 Ludwig Engelbert de La Marck (1701–1773), Greve av Schleiden.